# GuteNachtLinie
Die GuteNachtLinien sind Bus- und Straßenbahnlinien der Dresdner Verkehrsbetriebe, die auch im Nachtverkehr zwischen 21 und 4 Uhr verkehren. Ein paar Linien fahren dabei auf geringfügig anderen Fahrtstrecken als tagsüber. Die Haltestellen, an denen GuteNachtLinien halten, erkennt man an dem Logo: ein zum Halbmond stilisiertes „H“.
Die GuteNachtLinien verkehren täglich in einem bestimmten Takt:
- bis 22:45 Uhr alle 15 Minuten
- bis 1:45 Uhr alle 30 Minuten
- ab 2:25 Uhr alle 70 Minuten

Bis 0:15 Uhr gilt das gleiche Liniennetz wie im Tagesverkehr.
An mehreren wichtigen Umsteigepunkten gibt es im Nachtverkehr garantierte Anschlüsse. Der wichtigste Knotenpunkt dabei ist der Postplatz. Dort treffen sich die meisten Linien zu bestimmten Uhrzeiten zum sogenannten „Postplatztreffen“. Dieses bietet sicheren Anschluss zwischen den teilnehmenden GuteNachtLinien.
Das Postplatztreffen findet von 22:45 bis 0:45 Uhr alle 30 Minuten statt, danach 1:15 Uhr, 1:45 Uhr, 2:25 Uhr und 3:35 Uhr.
Zusätzlich werden auf acht Regionalbuslinien sonnabends, sonntags und feiertags früh als GuteNachtLinie Fahrten ins Dresdner Umland angeboten. Diese Fahrten sind dabei so ausgerichtet, dass Anschluss vom Postplatztreffen um 1:15 und 2:25 Uhr besteht.